# Норбу Вангзом
Норбу Вангзом (англ. Norbu Wangzom; род. 1980) — бутанский политик. В 2008-2013 и с октября 2018 года — член Национальной ассамблеи Бутана.

## Образование
Норбу Вангзом получила степень бакалавра наук в Колледже Шерубце в Бутане.

## Политическая карьера
Вангзом была выдвинута в состав Национальной ассамблеи от одной из двух политических партий Бутана — Партии мира и процветания на выборах 2008 года. В ходе голосования Норбу Вангзом набрала 4 008 голосов и обошла кандидата от Народно-демократической партии. На выборах 2013 года Вангзом потеряла место в парламенте, на этот раз уступив тому же оппоненту, которого обошла на прошлых выборах.
На выборах в Национальную ассамблею Бутана в 2018 году Норбу Вангзом одержала победу, набрав 4,372 голоса, и снова вернулась в парламент.